# Igor Chamula
Igor Chamula (Nyustya, 1943. augusztus 12. – Rimaszombat, 2006. január 9.) szlovák politikus, a Matica slovenská elnökségi tagja, képesítését tekintve középiskolai tanár volt.

## Pályafutása
Az 1992. évi parlamenti választásokon a Szlovák Nemzeti Párt listájáról szerzett mandátumot. Az 1995 és 1996 közötti időszakban Szlovákia iskolaügyi minisztériumának közszolgálati hivatalát vezette. 1996 és 1999 között Szlovákia belgrádi nagykövetségének kulturális attaséja volt. 1999-től 2003-ig a rimaszombati gimnázium tanára volt.

## Fordítás
- Ez a szócikk részben vagy egészben a Igor Chamula című szlovák Wikipédia-szócikk ezen változatának fordításán alapul.  Az eredeti cikk szerkesztőit annak laptörténete sorolja fel. Ez a jelzés csupán a megfogalmazás eredetét és a szerzői jogokat jelzi, nem szolgál a cikkben szereplő információk forrásmegjelöléseként.

1. ↑  https://archiv.prezident.sk/gasparovic/indexbaf8.html?statne-vyznamenania-udelene-v-rokoch-19931998